# 维里亚
维里亚（法語：Viriat，法語發音：[viʁja]），法国东部城市，奥弗涅-罗讷-阿尔卑斯大区安省的一个市镇，隶属于布雷斯地区布尔格区，其市镇面积为45.35平方公里，2022年1月1日时人口数量为6,955人，在法国城市中排名第1,631位。
维里亚位于安省北部，雷蘇茲河畔，省会布雷斯地区布尔格的正北方向，是布雷斯地区布尔格的一个近郊卫星城，两地间有多条公交线路连接。

## 地名来源

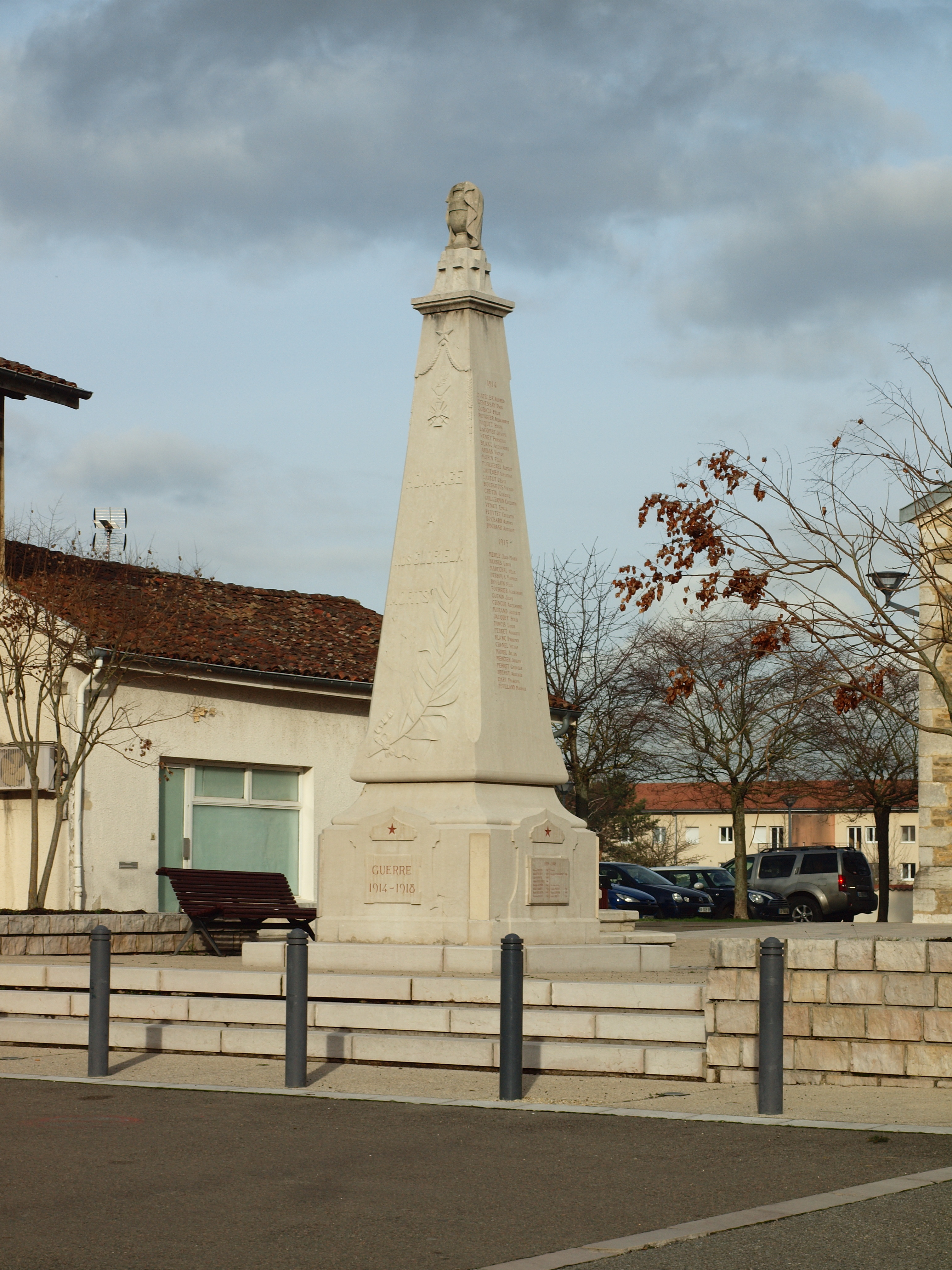
维里亚烈士纪念碑

“维里亚”一名最初于1170年以“Viriacus”的形式被记载，该名称可能与流经此地的雷蘇茲河有关，其具体来源尚有待进一步考证。

## 历史
根据当地官方网站的论述，维里亚附近区域自高卢时期就已出现人类活动，中世纪时长期为布尔格的一处郊区，12世纪时出现教堂和祷告室。法国大革命后，维里亚成为安省的一个市镇。1794年，弗莱里亚（Fleyriat）整体并入维里亚的市镇范围。第一次世界大战期间，约有三分之一的维里亚青年居民前往前线参与战争，其中122人在战争中遇难，战后，当地建成了烈士纪念碑。二战后，随着布雷斯地区布尔格的城市扩张，维里亚成为该市的一个卫星城，其境内出现了多处居民区以及医院、学校、商业中心等设施。

## 地理

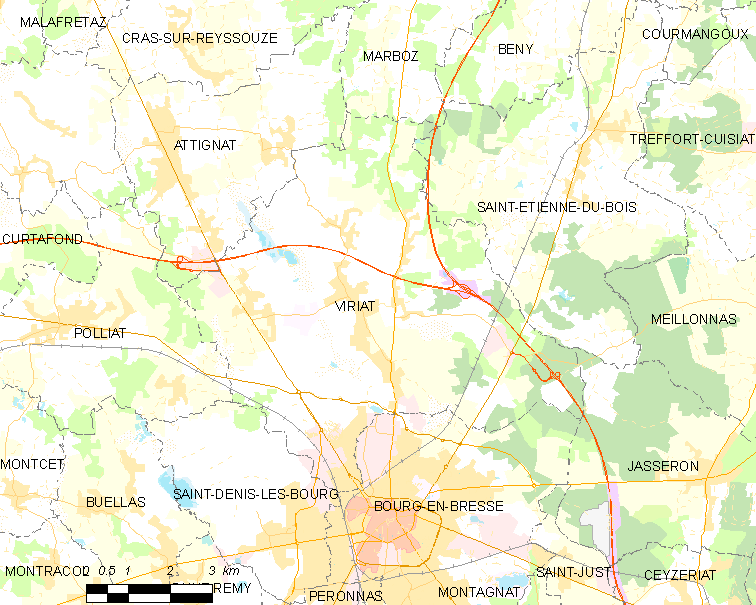
维里亚市镇范围地图

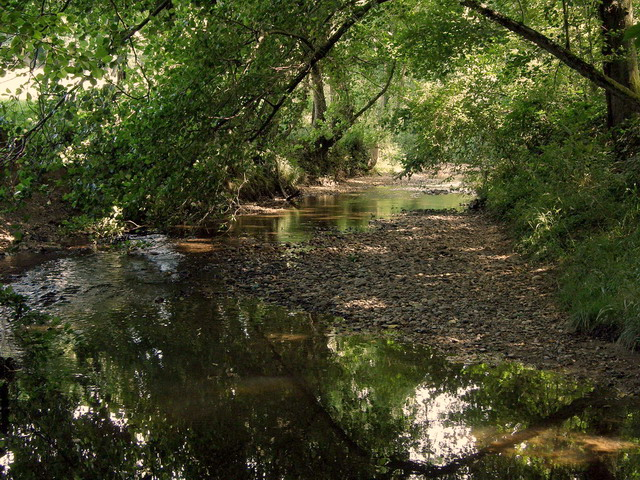
瑞尼翁河

维里亚位于法国东部，奥弗涅-罗讷-阿尔卑斯大区东北部和安省中北部，距离省会布雷斯地区布尔格大约6公里。与维里亚接壤的市镇包括：阿蒂尼亚、布雷斯地区布尔格、雅瑟龙、马尔博、波利亚、圣但尼莱布尔、圣艾蒂安迪布瓦。

### 地形
维里亚位于布雷斯平原腹地，境内以平原为主，市镇中心地势较为平坦，全境海拔在206到257米之间。

### 水文
维里亚属于罗讷河流域，其二级支流雷苏兹河自南向北流经境内，另有瑞尼翁河流经市区东部。维里亚境内有多处湖泊，包括戈内湖、比特湖、尚帕托勒湖（Lac de Champataule）等。

### 植被
维里亚属于温带阔叶混交林区，林地主要分布于河流附近，以及市区东部的泰里耶森林（Forêt Terrier）和东北部的沙博尼耶尔树林（Bois de Charbonnière）。
在鲜花城市的评比中，维里亚被评为3星级鲜花城市。

### 气候
维里亚在柯本气候分类法中属于带有大陆性特征的温带海洋性气候。
距离维里亚最近的常年气象站位于圣艾蒂安迪布瓦境内，以下为该气象站的数据：
| 圣艾蒂安迪布瓦 1973–2020年 | 圣艾蒂安迪布瓦 1973–2020年 | 圣艾蒂安迪布瓦 1973–2020年 | 圣艾蒂安迪布瓦 1973–2020年 | 圣艾蒂安迪布瓦 1973–2020年 | 圣艾蒂安迪布瓦 1973–2020年 | 圣艾蒂安迪布瓦 1973–2020年 | 圣艾蒂安迪布瓦 1973–2020年 | 圣艾蒂安迪布瓦 1973–2020年 | 圣艾蒂安迪布瓦 1973–2020年 | 圣艾蒂安迪布瓦 1973–2020年 | 圣艾蒂安迪布瓦 1973–2020年 | 圣艾蒂安迪布瓦 1973–2020年 | 圣艾蒂安迪布瓦 1973–2020年 |
| 月份                       | 1月                        | 2月                        | 3月                        | 4月                        | 5月                        | 6月                        | 7月                        | 8月                        | 9月                        | 10月                       | 11月                       | 12月                       | 全年                       |
| -------------------------- | -------------------------- | -------------------------- | -------------------------- | -------------------------- | -------------------------- | -------------------------- | -------------------------- | -------------------------- | -------------------------- | -------------------------- | -------------------------- | -------------------------- | -------------------------- |
| 历史最高温 °C（°F）        | 17.7 (63.9)                | 20 (68)                    | 24 (75)                    | 28.8 (83.8)                | 33.1 (91.6)                | 37.3 (99.1)                | 40 (104)                   | 39.4 (102.9)               | 32.7 (90.9)                | 27.5 (81.5)                | 22 (72)                    | 19 (66)                    | 40 (104)                   |
| 平均高温 °C（°F）          | 5.1 (41.2)                 | 7.0 (44.6)                 | 11.7 (53.1)                | 15.1 (59.2)                | 19.5 (67.1)                | 23.3 (73.9)                | 26.0 (78.8)                | 25.6 (78.1)                | 21.2 (70.2)                | 16.1 (61.0)                | 9.5 (49.1)                 | 5.8 (42.4)                 | 15.5 (59.9)                |
| 日均气温 °C（°F）          | 2.3 (36.1)                 | 3.4 (38.1)                 | 7.0 (44.6)                 | 10.0 (50.0)                | 14.4 (57.9)                | 17.8 (64.0)                | 20.3 (68.5)                | 19.7 (67.5)                | 16.0 (60.8)                | 12.1 (53.8)                | 6.3 (43.3)                 | 3.2 (37.8)                 | 11.0 (51.9)                |
| 平均低温 °C（°F）          | −0.6 (30.9)                | −0.2 (31.6)                | 2.4 (36.3)                 | 4.9 (40.8)                 | 9.3 (48.7)                 | 12.4 (54.3)                | 14.5 (58.1)                | 13.7 (56.7)                | 10.8 (51.4)                | 8.1 (46.6)                 | 3.2 (37.8)                 | 0.7 (33.3)                 | 6.6 (43.9)                 |
| 历史最低温 °C（°F）        | −22 (−8)                   | −16.5 (2.3)                | −12.6 (9.3)                | −6.7 (19.9)                | −2 (28)                    | 2.8 (37.0)                 | 5.8 (42.4)                 | 3 (37)                     | 0 (32)                     | −6 (21)                    | −11.2 (11.8)               | −17.8 (0.0)                | −22 (−8)                   |
| 平均降水量 mm（）          | 88 (3.5)                   | 81.7 (3.22)                | 84 (3.3)                   | 100.3 (3.95)               | 123 (4.8)                  | 90.1 (3.55)                | 88.8 (3.50)                | 89.7 (3.53)                | 103.4 (4.07)               | 117.1 (4.61)               | 112.9 (4.44)               | 99.3 (3.91)                | 1,178.3 (46.38)            |
| 月均日照時數               | 44.6                       | 72.6                       | 120.4                      | 179.3                      | 181.3                      | 228                        | 249.3                      | 195.7                      | 155.8                      | 112                        | 48.5                       | 31.5                       | 1,619                      |
| 来源：infoclimat.fr        |                            |                            |                            |                            |                            |                            |                            |                            |                            |                            |                            |                            |                            |

## 行政区划
维里亚是法国奥弗涅-罗讷-阿尔卑斯大区安省的一个市镇，编号为01451。维里亚隶属于布雷斯地区布尔格区、安省第一选区和布雷斯地区布尔格第一县，同时也是布雷斯地区布尔格地区城市圈公共社区的组成部分。
法国国家统计与经济研究所（简称）在进行数据统计时，将维里亚及相邻的另外4个市镇设为布雷斯地区布尔格城市核心区，并将包括核心区在内的周边共67个市镇划为布雷斯地区布尔格城市区。自2020年起，布雷斯地区布尔格城市区被包含80个市镇的布雷斯地区布尔格城市辐射区代替。此外，还将维里亚市镇分为了2个“块区”（IRIS），以便于统计人口分布情况。

## 交通

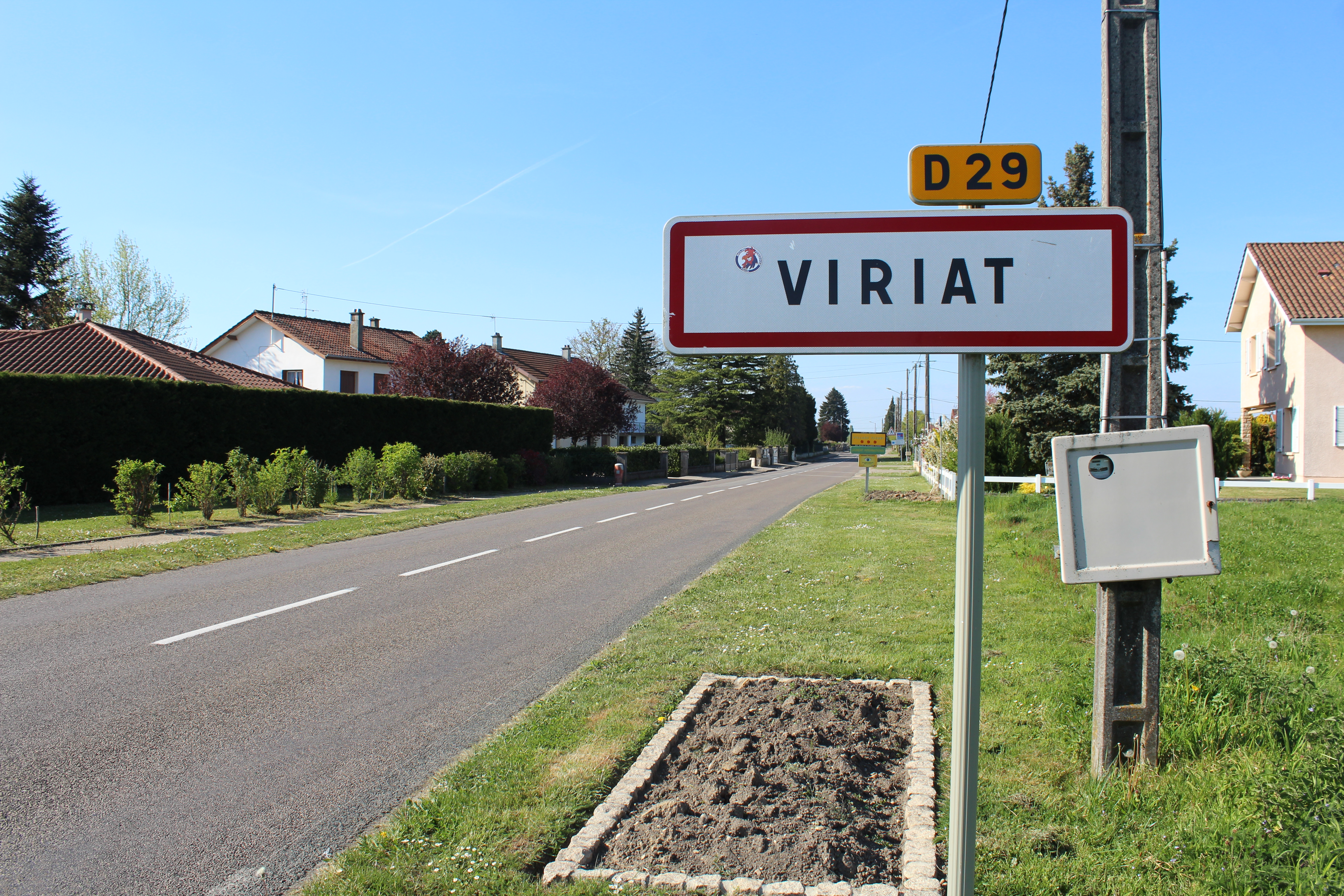
维里亚的一处入城路牌

### 公路
法国A39高速公路和A40高速公路在维里亚境内交汇，其中A39设有6号和7号出入口连接维里亚市区，此外还有多条安省省道经过维里亚。奥弗涅-罗讷-阿尔卑斯大区下属的城际客运提供巴士线路，可前往隆斯勒索涅。
| 第戎 | 153 |

| 马孔 | 44 |

| 阿讷西 | 130 |

| 布雷斯地区布尔格 | 6 |

| 奥约纳 | 56 |

| 卢昂 | 46 |

| 隆斯勒索涅 | 62 |

| 瓦尔瑟罗讷 | 78 |

| 昂贝略昂比热 | 44 |

| 里昂（帕尔迪厄） | 72 |

| 维拉尔莱栋布 | 34 |

| 佩罗纳斯 | 11 |

2018年，86.4%的维里亚家庭拥有至少一辆私人汽车。2019年，维里亚境内共发生各类交通事故16起，造成21人受伤。

### 铁路
维里亚位于马孔－昂贝略铁路和穆沙尔－布雷斯地区布尔格铁路分别从维里亚市区的西南部和东部过境，两条铁路均未在维利亚境内设站。距离维里亚最近的客运铁路车站为布雷斯地区布尔格站，该站是一个区域性的铁路枢纽，停靠往返于巴黎和日内瓦之间的TGV Lyria列车，以及前往里昂、马孔、昂贝略昂比热、奥约纳、第戎和贝桑松六个方向的区域列车。

### 航空
距离维里亚最近的民用航空站为里昂圣埃克絮佩里机场，距离维里亚市中心的公路里程约72公里。

### 城市公共交通
布雷斯地区布尔格城市公共交通（商业名称为，2019年5月以前为Tub）是当地的城市公共交通系统。截至2022年1月，该系统共包括8条公交线路，其中公交5路、6路和7路经过维里亚市区。

## 政治

### 市政内阁

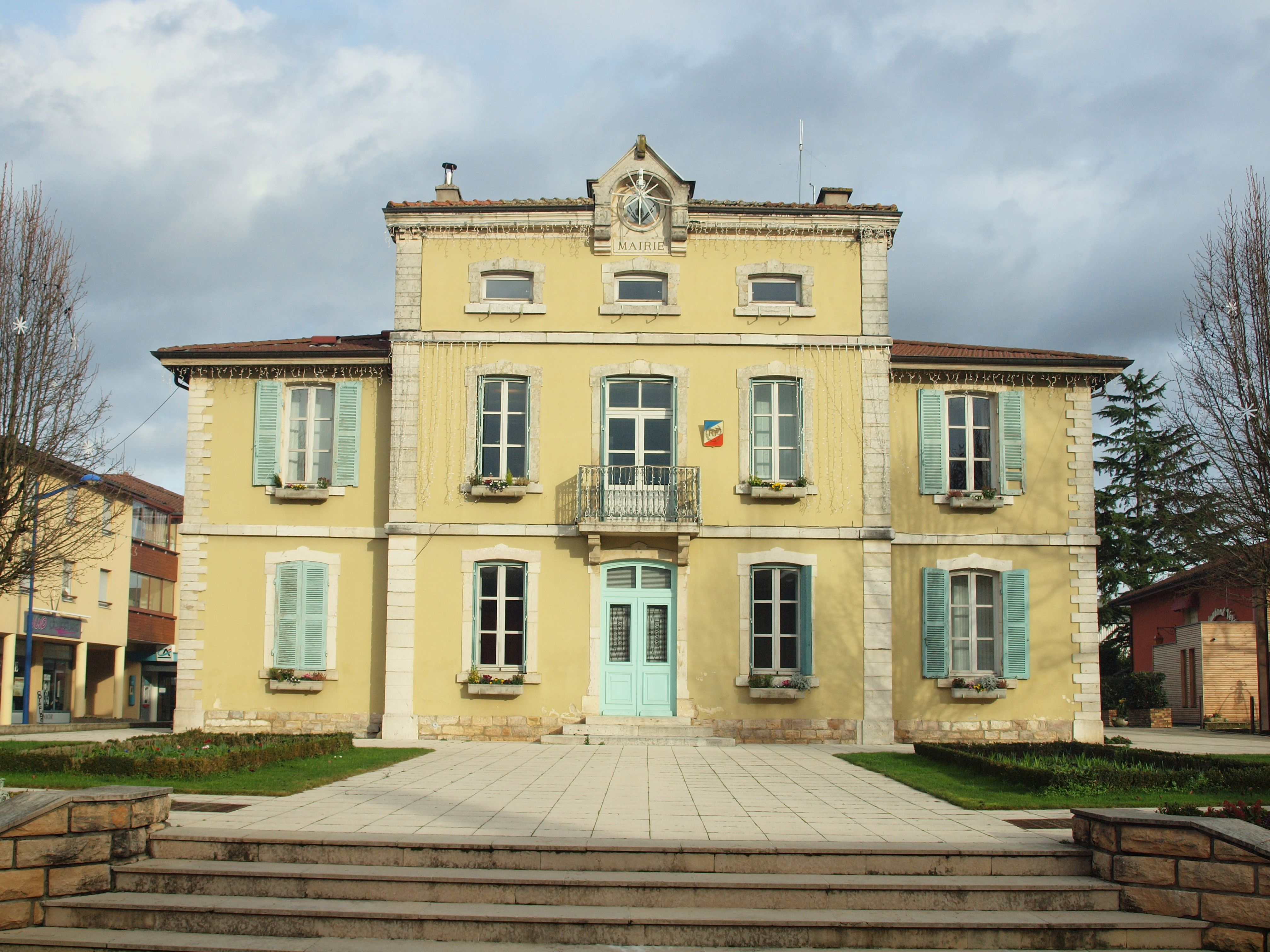
维里亚市政厅

维里亚的现任市长为贝尔纳·佩雷先生（Bernard Perret），他是一名右翼无党派人士，在2020年的市政选举中获得了100%的支持率（无其他候选人）。
| 维里亚历届市长 | 维里亚历届市长               | 维里亚历届市长    |
| 任期           | 市长                         | 党派              |
| -------------- | ---------------------------- | ----------------- |
| ？－1977年     | André Chanel 安德烈·沙内尔   | 不详              |
| 1977年－2001年 | Pierre Fromont 皮埃尔·弗罗蒙 | DVG左翼无党派人士 |
| 2001年－       | Bernard Perret 贝尔纳·佩雷   | DVD右翼无党派人士 |

### 各级选举
| 维里亚历届投票选举结果 | 维里亚历届投票选举结果 | 维里亚历届投票选举结果 | 维里亚历届投票选举结果                 | 维里亚历届投票选举结果 | 维里亚历届投票选举结果 | 维里亚历届投票选举结果                 | 维里亚历届投票选举结果 | 维里亚历届投票选举结果 |
| 选举项目               | 选区单位               | 选举结果               | 选举结果                               | 选举结果               | 选举结果               | 选举结果                               | 选举结果               | 参考资料               |
| 选举项目               | 选区单位               | 第一轮胜出者           | 第一轮胜出者                           | 支持率                 | 第二轮胜出者           | 第二轮胜出者                           | 支持率                 | 参考资料               |
| ---------------------- | ---------------------- | ---------------------- | -------------------------------------- | ---------------------- | ---------------------- | -------------------------------------- | ---------------------- | ---------------------- |
| 2017年法國總統選舉     | 维里亚市镇             |                        | 弗朗索瓦·菲永                          | 25.36%                 |                        | 埃马纽埃尔·马克龙                      | 63.28%                 | [ 20 ]                 |
| 2017年法国立法选举     | 安省第一选区（维里亚） |                        | 格扎维埃·布勒通                        | 34.15%                 |                        | 格扎维埃·布勒通                        | 57.41%                 | [ 20 ]                 |
| 2019年欧洲议会选举     | 维里亚市镇             |                        | Renaissance                            | 24.27%                 | （不适用）             | （不适用）                             | （不适用）             | [ 20 ]                 |
| 2021年法国省级选举     | 布雷斯地区布尔格第一县 |                        | BERTRAND-MARÉCHAL Hélène MORAND Alexis | 44.55%                 |                        | BERTRAND-MARÉCHAL Hélène MORAND Alexis | 54.99%                 | [ 21 ]                 |
| 2021年法国大区选举     | 维里亚市镇             |                        | 洛朗·沃基耶                            | 49.6%                  |                        | 洛朗·沃基耶                            | 59.78%                 | [ 22 ]                 |

## 人口
2018年，维里亚市镇人口数量为6,555，在法国排名第1,631位。其中男性3,268人，女性3,287人，75岁及以上人口占7.7%，外籍人口数量为1,201人，人口密度为146人/平方公里，当地居民被称为（男性）或（女性）。2019年，维里亚境内出生73人，死亡人口46人。
| 年份   | 1936  | 1946  | 1954  | 1962  | 1968  | 1975  | 1982  | 1990  | 1999  | 2006  | 2007  | 2012  | 2017  | 2019  |
| ------ | ----- | ----- | ----- | ----- | ----- | ----- | ----- | ----- | ----- | ----- | ----- | ----- | ----- | ----- |
| 人口數 | 2,579 | 2,678 | 2,660 | 2,644 | 3,012 | 3,562 | 3,997 | 4,701 | 5,288 | 5,665 | 5,719 | 6,160 | 6,418 | 6,595 |

## 经济
维里亚是布雷斯地区布尔格的一个近郊卫星城。截止2022年1月，维里亚市镇范围内共有各类用人单位（包含自雇）1,059家，平均历史为19年，其中96.75%为中小型企业（PME）。（汽车销售）、（纸制品生产）及（汽车配件生产）是当地2020年营业额最高的三个企业，分别为54,898,258欧元、30,946,170欧元和29,669,582欧元。

## 财政与居民收入
2020年，维里亚的财政收入总额为7,489,480欧元，财政支出总额为6,291,240欧元，当年的债务总额为7,879,840欧元。2021年，维里亚共获得172,298欧元的国家财政补助，比上一年减少了9.44%。
2019年，维里亚的人均月收入总额为2,256欧元，其中高级职员为3,755欧元，低于法国平均水平（4,230欧元）；中级职员为2,406欧元，低于法国平均水平（2,411欧元）；普通职员为1,782欧元，高于法国平均水平（1,740欧元）。
2018年，维里亚境内的青壮年（15至64岁）失业率为9.0%，当地60.4%的家庭拥有纳税资格，平均纳税2,686欧元，低于法国平均水平（3,910欧元）。

## 社会事务

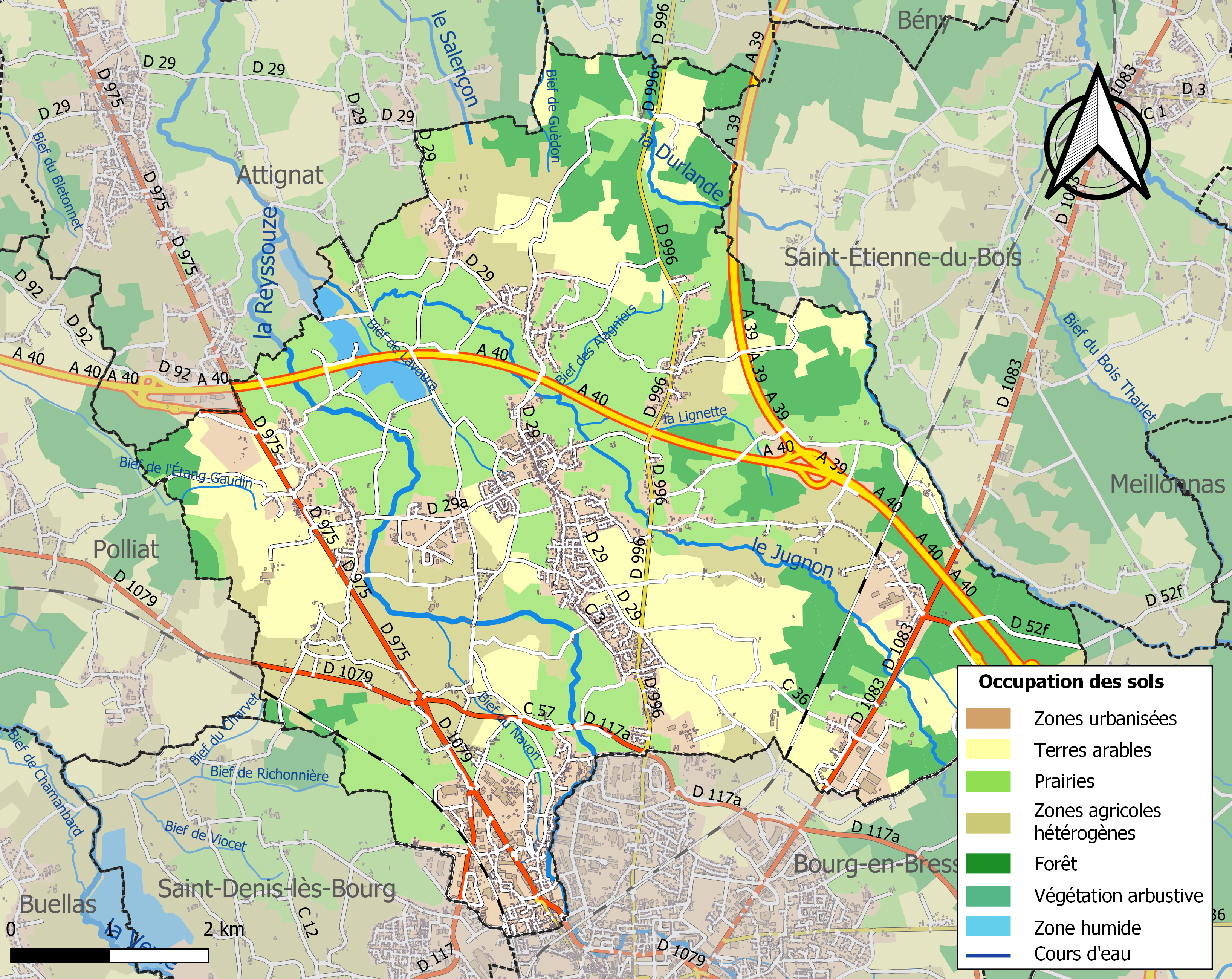
维里亚土地利用情况地图

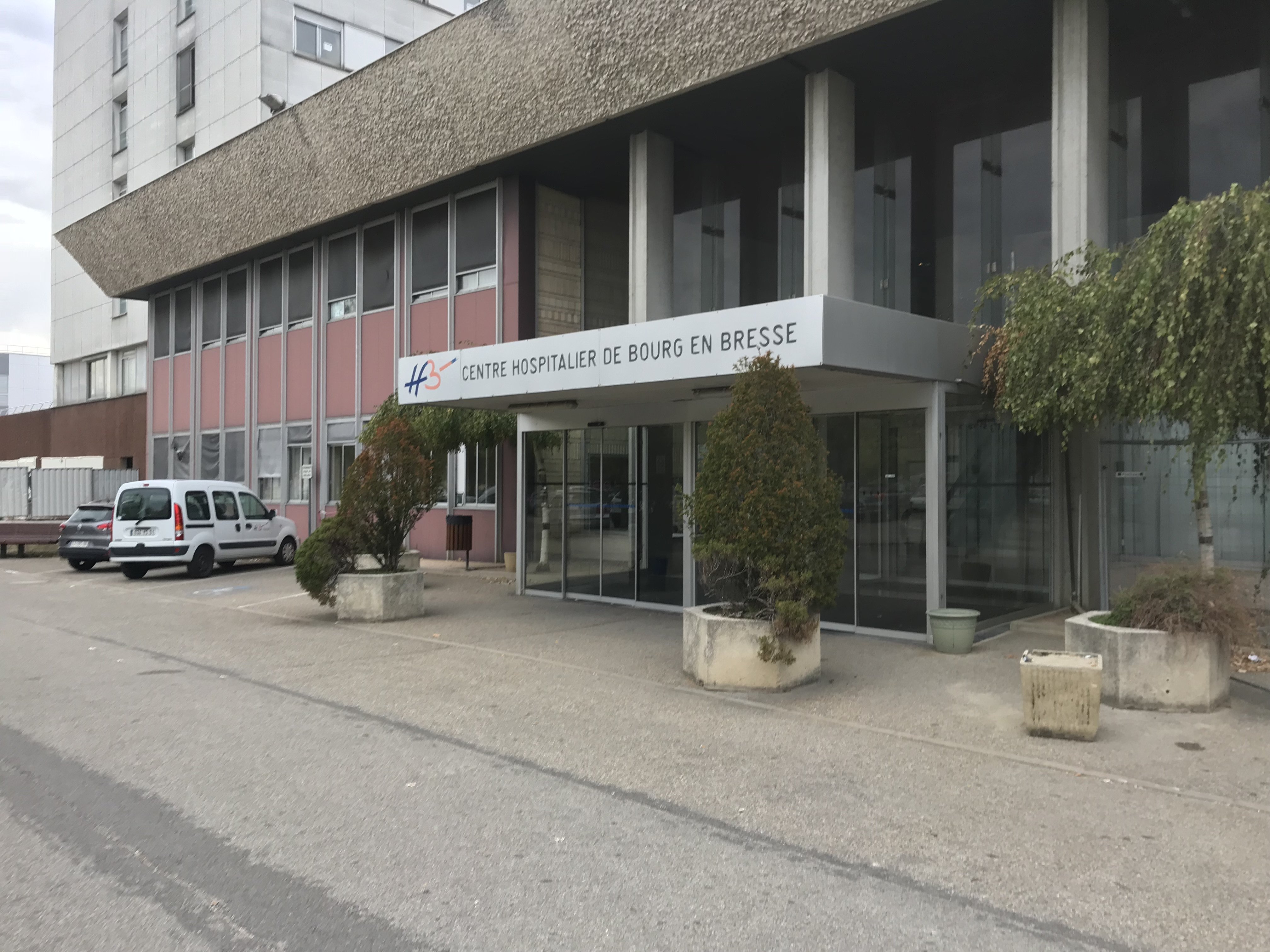
维里亚境内的布雷斯地区布尔格弗莱里亚中心医院

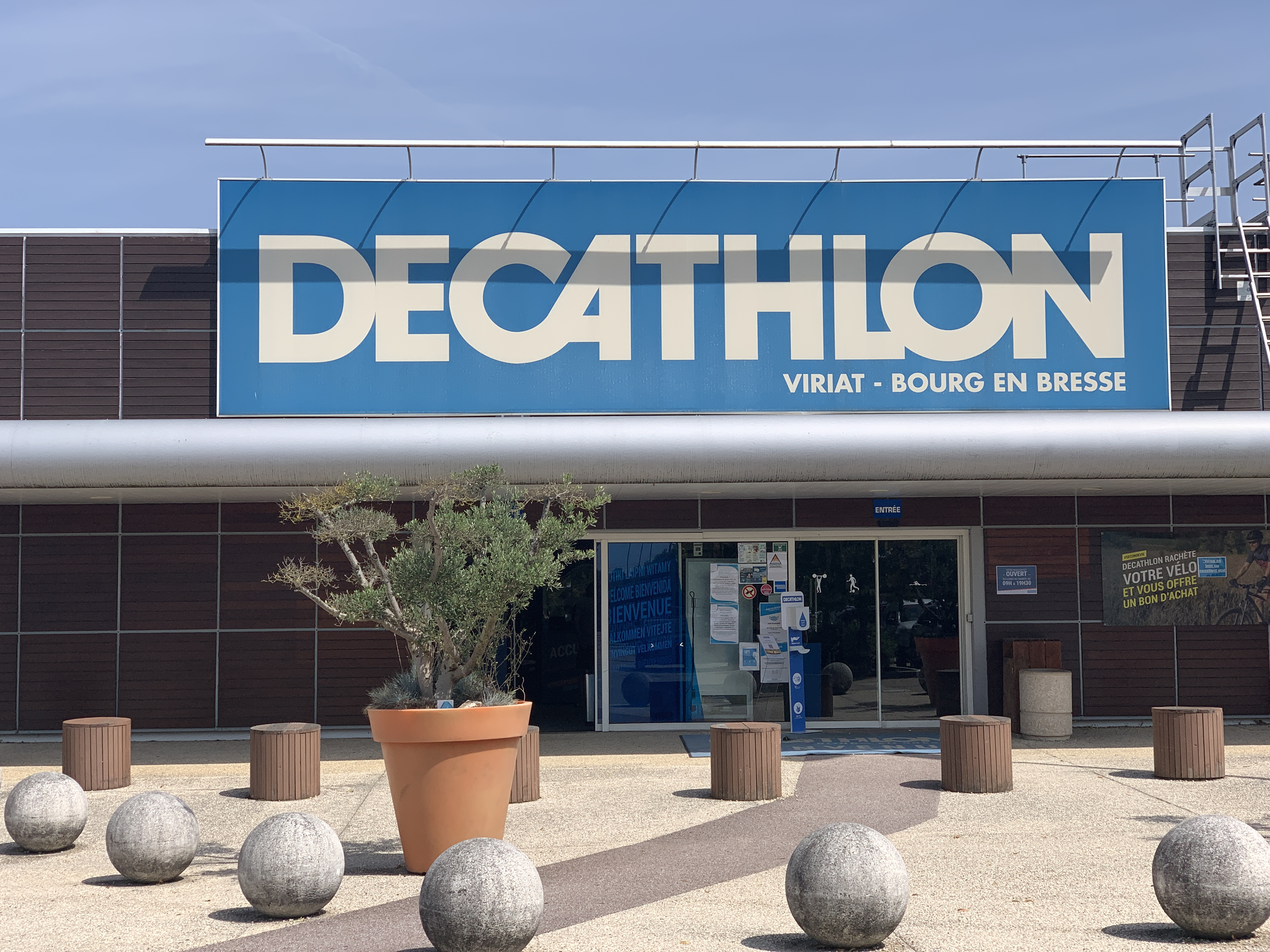
维里亚境内的迪卡侬超市

### 教育
维里亚属于里昂学区。截止2020年1月1日，维里亚境内共有1所幼儿园和2所小学。

### 医疗
截止2020年1月1日，维里亚境内共有全科医生3名、保健师4名、牙医3名和护士10名。境内共有药房2家、养老院1家、残疾人帮扶中心1家。
维里亚是布雷斯地区布尔格中心医院（Centre Hospitalier de Bourg-en-Bresse）的服务范围，后者是法国的一个区域性医疗机构，其主病区“弗莱里亚中心医院”（Centre Hospitalier de Fleyriat）位于维里亚市区南部，设有床位584个，是当地规模最大的公立综合性医院。

### 住房
2018年，维里亚境内共有各类住房2,950套，其中79.7%为独立式居民区，20%为集中式居民区。常住房屋占维里亚市镇范围内居民建筑总量的92.1%。
在住房保障政策方面，2020年，维里亚境内共有334户家庭获得了住房经济补助，受益人数占总人口数量的5.1%，其中306份为房租补助。

### 商业
2019年，维里亚境内共有各类实体商铺227家，其中餐厅24家、大型超市4家、杂货店3家、面包房6家、肉铺3家、书店5家、装饰品店3家、银行门店2家、美容美发店6家、汽车维修店24家。市区南部建有拉尚比耶尔商业中心（Centre Commercial de La Chambière），有麦德龙、Jadiland、Castorama、Aldi、Kiabi等商场。

### 体育
2020年，维里亚境内共有1间体育馆、15处网球场、2处足球或橄榄球场以及3处篮球或排球场。
截至2022年1月，维里亚境内共有2家注册足球俱乐部。维里亚体育俱乐部（Club Sportive de Viriat，编号504312）是当地的代表性足球队，其男子主队2021至2022赛季参加奥弗涅-罗讷-阿尔卑斯大区足球联赛（法国第八级别），其主场皮埃尔·布里雄球场（Stade Pierre Brichon）位于市区中部。

### 环境
维里亚的环境事务由其所属的布雷斯地区布尔格地区城市圈公共社区负责。2019年，维里亚境内共有2家污染企业。

### 治安
维里亚所在地是布雷斯地区布尔格警区的管辖范围。2020年，该警区辖区内共4个市镇累计发生各类案件3,151起，其中盗窃类案件1,456起，经济类案件449起，毒品交易类案件403起。

## 文化

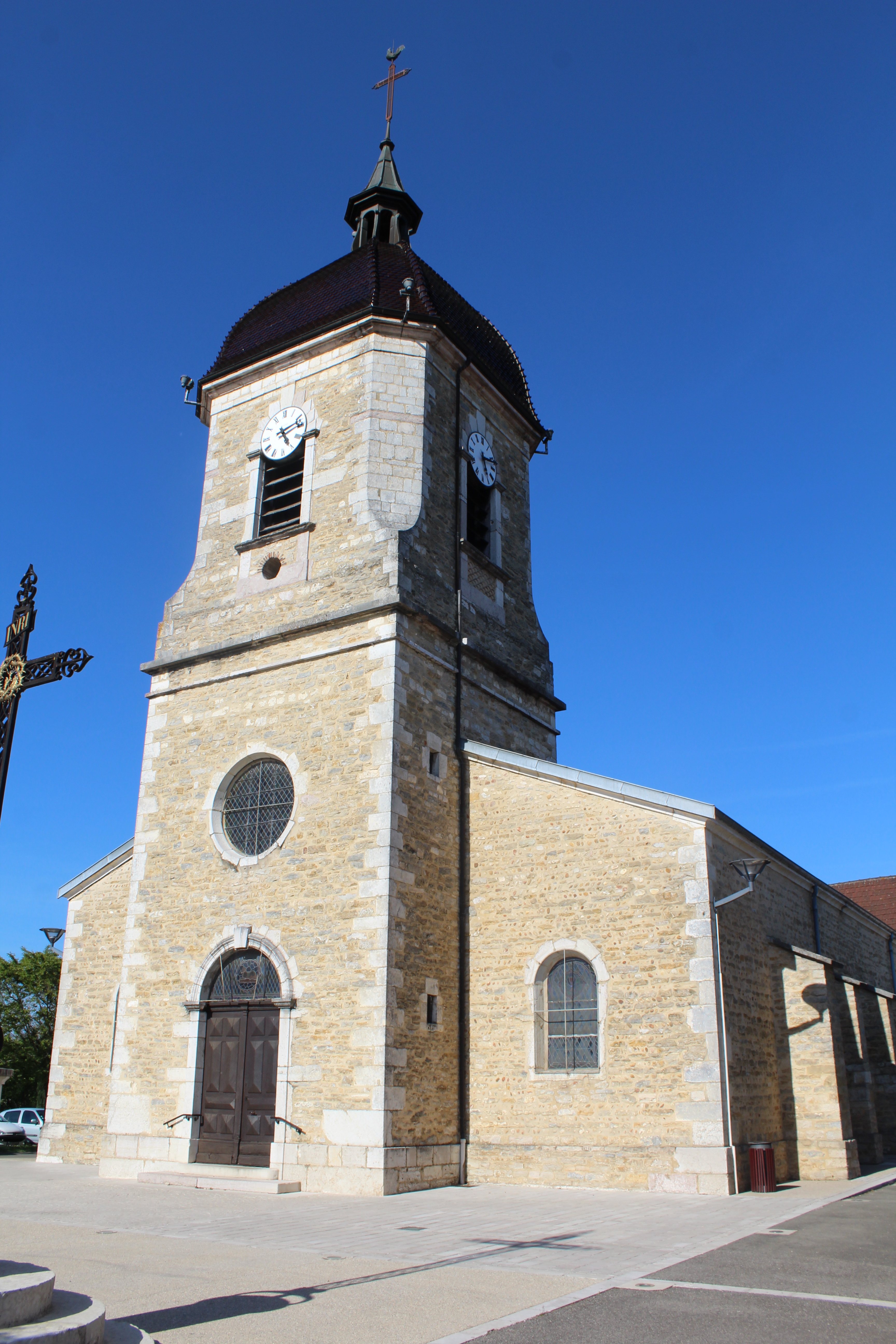
圣伯多禄教堂

2020年，维里亚境内暂无任何文化设施。维里亚市政府提供市政图书馆，每周二至六向公众开放。

### 建筑
维里亚境内有多处历史建筑，其中弗莱里亚城堡是法国国家文物保护单位，圣伯多禄教堂（Église Saint-Pierre de Viriat）是当地的地标性建筑物。

### 旅游
维里亚的旅游事务由其所属的布雷斯地区布尔格地区城市圈公共社区负责。2021年，维里亚境内共有2家酒店共计89间房间。

### 媒体
法国主要的媒体均可在维里亚接收，法国电视三台下属的奥弗涅-罗讷-阿尔卑斯大区频道在部分时段播出维里亚所属区域的地方新闻。当地的主要地方性媒体包括《安省之声》、《进步报》、Scoop广播等。

## 相关人物
法国网球运动员基雷姆·鲁芬和篮球运动员塔里克·贝尔马达尼出生于维里亚。

## 友好城市
截至2022年1月，维里亚共与两座城市互为友好城市关系：
- 羅馬尼亞 沃伊内什蒂乡
- 義大利 Sorbolo Mezzani